# Kristian Dacey
Kristian David Vivian Dacey (Merthyr Tydfil, 25 luglio 1989) è un rugbista a 15 britannico, internazionale per il Galles, tallonatore dei Cardiff Rugby.

## Biografia
Cresciuto nelle giovanili del club della sua città natale, Merthyr Tydfil, Dacey passò a 13 anni nelle giovanili dell'Abercynon (Rhondda Cynon Taf) per poi entrare a 16 anni nel Pontypridd con cui esordì in campionato.
Nel 2010 gli fu assegnata la posizione di gioco con cui poi divenne professionista, quella di tallonatore e dopo avere vinto la Challenge Cup gallese la franchise dei Cardiff Rugby, cui Pontypridd afferisce, lo mise sotto contratto per la Celtic League.
Benché tallonatore, è anche un discreto realizzatore e nella stagione 2013-14 fu il miglior marcatore di mete dei Cardiff Rugby; nel 2015 fu aggregato ai preselezionati della Nazionale gallese alla Coppa del Mondo di rugby 2015 ed esordì a Cardiff il 5 settembre contro l'Irlanda, anche se poi non rientrò tra i convocati per la competizione.
Nel 2017, con sole 4 presenze internazionali per il Galles alle spalle, suscitò clamore la sua chiamata come rimpiazzo nei British Lions in tour in Nuova Zelanda; Dacey faceva parte di un lotto di 6 giocatori (4 gallesi e 2 scozzesi) che si trovavano in tour in Australasia con le loro rispettive nazionali e il C.T. dell'Inghilterra Eddie Jones opinò che le selezioni dovrebbero essere effettuate sul merito effettivo e non sull'opportunità geografica (l'Inghilterra era impegnata in Argentina, a circa 13 ore di volo dalla Nuova Zelanda); Warren Gatland, il C.T. dei Lions, comunque, chiarì che i giocatori convocati servivano solo come scelte eventuali in panchina; lo stesso Dacey non fu mai utilizzato durante il resto del tour.

## Palmarès
- Challenge Cup: 1
Cardiff Blues: 2017-18